# Luzula parviflora
Luzula parviflora — багаторічна трав'яниста рослина родини ситникові (Juncaceae), поширена в північній частині північної півкулі. Етимологія: лат. parvus — «дрібний», лат. i — сполучна літера, лат. florus — «квітнути».

## Опис
Рослини, 16–60(100) см. Столони до 5 см або відсутні. Стебла утворюють розхлябані пучки, циліндричні, 1.2–3.5 мм в діаметрі, часто червонуваті. Базальне листя трав'янисте; листові пластини 4–12(17) см × 5–10 мм, голі, вершини гострі, в основному гладкі. Листя стеблового 2 або 3, тьмяно-жовтого або від синювато- до сіро-зеленого до блискучого, яскраво-зеленого забарвлення, 7–9 см × 3–5 мм, вершини від гострих до гоструватих. Суцвіття термінальні або іноді пахвові, парасолеподібні, 4–20 × 4–12 см, більше ніж 30-квіткові. Квітки поодинокі; листочки оцвітини блідо-коричнево-коричневі, широко ланцетні, 1.8–2.5 мм, верхів'я гострі; пиляки приблизно 0.5 мм. Капсули темно-коричневого кольору у зрілості, трикутно-яйцюваті, приблизно 2 мм. Насіння червонувато-коричневе, еліпсоїдне, приблизно 1.3 мм; придаток непомітний. 2n=24.

## Поширення
Північна Америка: Сен-П'єр і Мікелон, Ґренландія, Канада, США; Європа: Фінляндія, Норвегія, Швеція, Росія; Азія: Китай, Монголія, Казахстан, Сибір, Далекий Схід. Населяє луки в помірних і субальпійських бореальних лісах, вологі пасовища й тундру, вербові переліски, трав'яні схили; 0–3300 м.

## Галерея

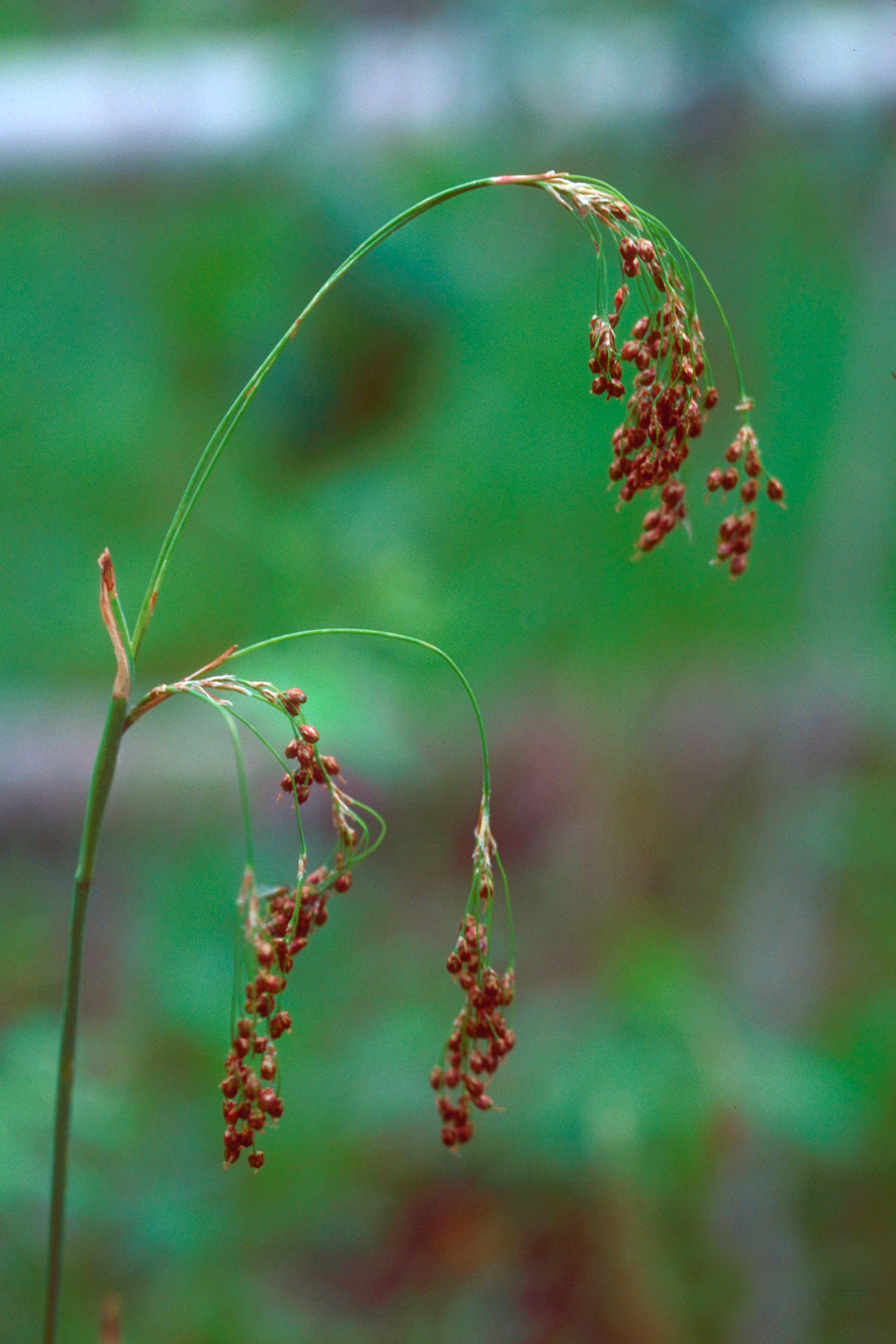
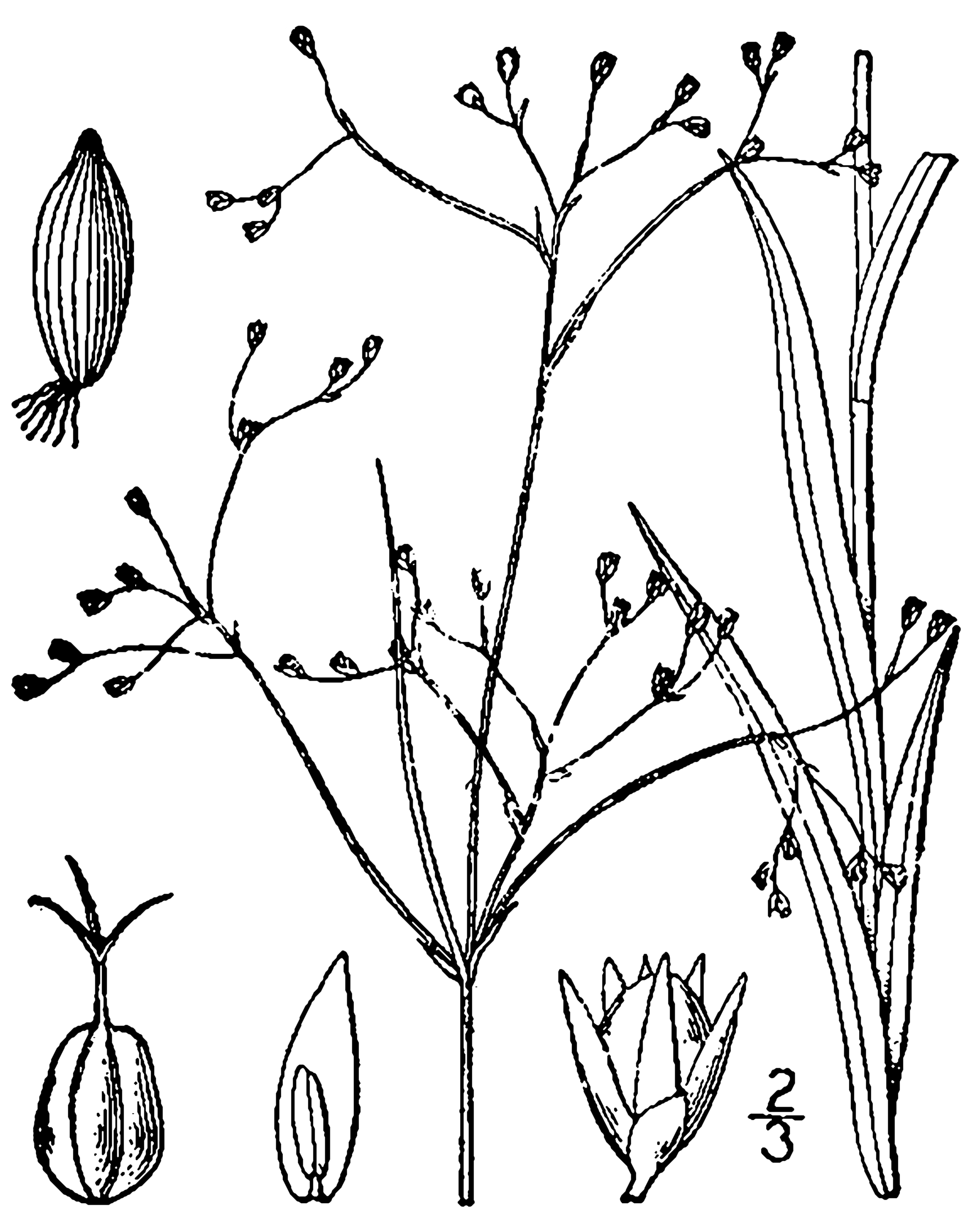